# Етномалакологія
Етномалакологія — розділ етнозоології, який досліджує екологічні і культурні взаємозв'язки між людиною і молюсками.